# زالوسپیرون
زالوسپیرون (انگلیسی: Zalospirone) یک آگونیست جزئی 5-HT1A انتخابی از کلاس شیمیایی آزپیرون است. این ماده در کارآزمایی‌های بالینی در درمان اضطراب و افسردگی موثر بود، اما نسبت بالایی از افراد به دلیل عوارض جانبی ترک مصرف کردند و پس از آن هرگز تکمیل نشد.